# Delmas Obou
José Delmas Obou (Treichville, 25 ottobre 1991) è un velocista e bobbista italiano.
In carriera si è laureato due volte campione italiano assoluto dei 100 metri piani (2013 e 2014) ed una volta campione italiano assoluto indoor dei 60 metri piani (2015). Ha rappresentato l'Italia nel bob a quattro ai Giochi olimpici invernali di Pechino 2022.

## Biografia
Nato in Costa d'Avorio, fra i Bété, si stabilisce in Italia dall'età di sette anni, prima a Collesalvetti poi a Pisa dove ha conseguito il diploma superiore presso l'IPSIA G. Fascetti. Per anni è stato un calciatore, attaccante nel vivaio giovanile della Cuoiopelli, club di Santa Croce sull'Arno.

### Atletica leggera
È allenato da Carlo Bastianini e ha gareggiato per il CUS Pisa Atletica Cascina; dal 2011 al 2017 corre per le Fiamme Gialle, per poi tornare nelle file del CUS Pisa Atletica Cascina dal 2018. È stato campione italiano juniores a Pescara nel 2010 ed è stato selezionato per i Mondiali juniores che si sono svolti a Moncton, in Canada, raggiungendo la semifinale dei 100 m.
Registra il suo primo tempo di grande rilievo sui 100 m con un 10"44 ottenuto a Mondovì il 12 giugno 2011. È medaglia d'oro nella staffetta 4×100 metri, con il tempo di 39"05 (record nazionale promesse) agli Europei under 23 di Ostrava il 17 luglio 2011; nella stessa competizione è stato anche finalista dei 100 metri.
Il 14 giugno 2013, conquista il titolo nazionale promesse a Rieti col tempo di 10"27 (+0,6 m/s), record personale e diciannovesima prestazione italiana di tutti i tempi, migliorando il suo 10"35 (+2,0 m/s) realizzato nel maggio dello stesso anno a Gavardo.
Il 27 luglio 2013 all'Arena Civica di Milano, conquista il suo primo titolo italiano in 10"37; con la conquista del titolo di campione italiano assoluto sui 100 metri riceve la convocazione nella squadra italiana di staffetta 4×100 metri per i Mondiali 2013 a Mosca.
Nel 2014 si riconferma campione italiano sui 100 m a Rovereto, con il tempo di 10"33; correrà la prova individuale e la staffetta 4×100 m ai campionati europei di Zurigo.

### Bob
Dal 2020 si è dedicato al bob nel Bob Club Cristallo. È entrato in nazionale, allenato dal commissario tecnico Manuel Machata. È divenuto frenatore nel bob a 4 ed ha guadagnato la qualificazione ai Giochi olimpici invernali di Pechino 2022.

## Palmarès
| Anno | Manifestazione | Sede     | Evento      | Risultato  | Prestazione | Note                                     |
| ---- | -------------- | -------- | ----------- | ---------- | ----------- | ---------------------------------------- |
| 2009 | Europei U20    | Novi Sad | 100 m piani | 6º         | 10"55       |                                          |
| 2010 | Mondiali U20   | Moncton  | 100 m piani | Semifinale | 10"89       |                                          |
| 2011 | Europei U23    | Ostrava  | 100 m piani | 5º         | 10"59       |                                          |
| 2011 | Europei U23    | Ostrava  | 4×100 m     | Oro        | 39"05       |                                          |
| 2013 | Mondiali       | Mosca    | 4×100 m     | Batteria   | 38"49       | Miglior prestazione personale stagionale |
| 2014 | Europei        | Zurigo   | 100 m piani | Semifinale | 10"41       |                                          |
| 2014 | Europei        | Zurigo   | 4×100 m     | Finale     | dnf         |                                          |
| 2015 | Europei indoor | Praga    | 60 m piani  | Semifinale | 6"68        |                                          |
| 2015 | World Relays   | Nassau   | 4×100 m     | 13º        | 39"23       | [ 5 ]                                    |

## Campionati nazionali
- 2 volte campione nazionale assoluto dei 100 m piani (2013, 2014)
- 1 volta campione nazionale assoluto indoor dei 60 m piani  (2015)

2009
- 4º ai campionati italiani assoluti, 100 m piani - 10"62
- 4º ai campionati italiani juniores, 100 m piani - 10"67
- Argento ai campionati italiani juniores indoor, 60 m piani - 6"88

2010
- 8º ai campionati italiani assoluti, 100 m piani - 10"68
- Oro ai campionati italiani juniores, 100 m piani - 10"66

2013
- Oro ai campionati italiani assoluti, 100 mp piani - 10"37
- Argento ai campionati italiani assoluti, staffetta 4x100 m - 40"70
- Oro ai campionati italiani promesse, 100 m piani - 10"27

2014
- Oro ai campionati italiani assoluti, 100 m piani - 10"33
- Oro ai campionati italiani assoluti, staffetta 4x100 m - 39"29

2015
- 4º ai campionati italiani assoluti, 100 m piani - 10"41
- Oro ai campionati italiani assoluti, staffetta 4x100 m - 40"41
- Oro ai campionati italiani assoluti indoor, 60 m piani - 6"66

2017
- Oro ai campionati italiani assoluti, 100 m piani - 40"03

2019
- 8º ai campionati italiani assoluti indoor, 60 m piani - 6"91

## Altre competizioni internazionali
2015
- 7º ai Giochi Mondiali militari ( Mungyeong), 100 m piani - 10"38